# Sodastream
Sodastream — группа из Австралии, членами которой были Карл Смит (вокал, гитара) и Пит Коэн (бас, бэк-вокал). Дебютный мини-альбом Enjoy был издан в 1997 году в городе Перт. В 1998 году группа переехала в Мельбурн, где был издан второй мини-альбом Practical Footwear.
В 1999 Sodastream совершили своё первое европейское турне с концертами в Англии и Голландии, был подписан контракт с британским лейблом Tugboat Records. Позже, в том же году, группа вернулась в Европу для участия в фестивале «Crossing Border».
Годом позже Sodastream выпустили свой первый альбом Looks Like a Russian, вновь выступали в Европе, а также, впервые — в Австралии за пределами Перта и Мельбурна. В 2001 и 2003 годах были записаны и изданы альбомы The Hill For Company и A Minor Revival. В 2004 году группа впервые совершила турне по США.
18 февраля 2007 года группа объявила о распаде. Последний концерт был отыгран 2 марта 2007 года в мельбурнском East Brunswick Club.

## Дискография
- Enjoy EP (1997)
- Practical Footwear EP (1998)
- Turnstyle EP (1999)
- Looks Like A Russian (1999)
- The Hill For Company (2001)
- In Between Times EP (2001)
- A Minor Revival (2003)
- Concerto al Barchessone Vecchio Live Album (2004)
- Take Me With You When You Go EP (2005)
- Reservations (2006)